# Konstant
En konstant er et begreb, der især benyttes i naturvidenskabelige sammenhænge. En konstant er et fastlåst tal; et tal der altså aldrig ændrer sig. Modsat konstanter findes variabler, hvilket ikke er fastsatte tal; her benyttes x og y tit, hvor de henholdsvis er den uafhængige og afhængige variabel. 
I fysikken bruges f.eks. en konstant som tyngdeaccelerationen, som betegnes "g", og har en værdi på 9,82 m/s² i Danmark. 
{\displaystyle g=9.82\;{\frac {m}{s^{2}}}}
I matematikken betegner den irrationale konstant pi forholdet mellem omkreds og diameter i en cirkel:
{\displaystyle \pi =3,1415...\;{\frac {}{}}}